# Dux Mogontiacensis

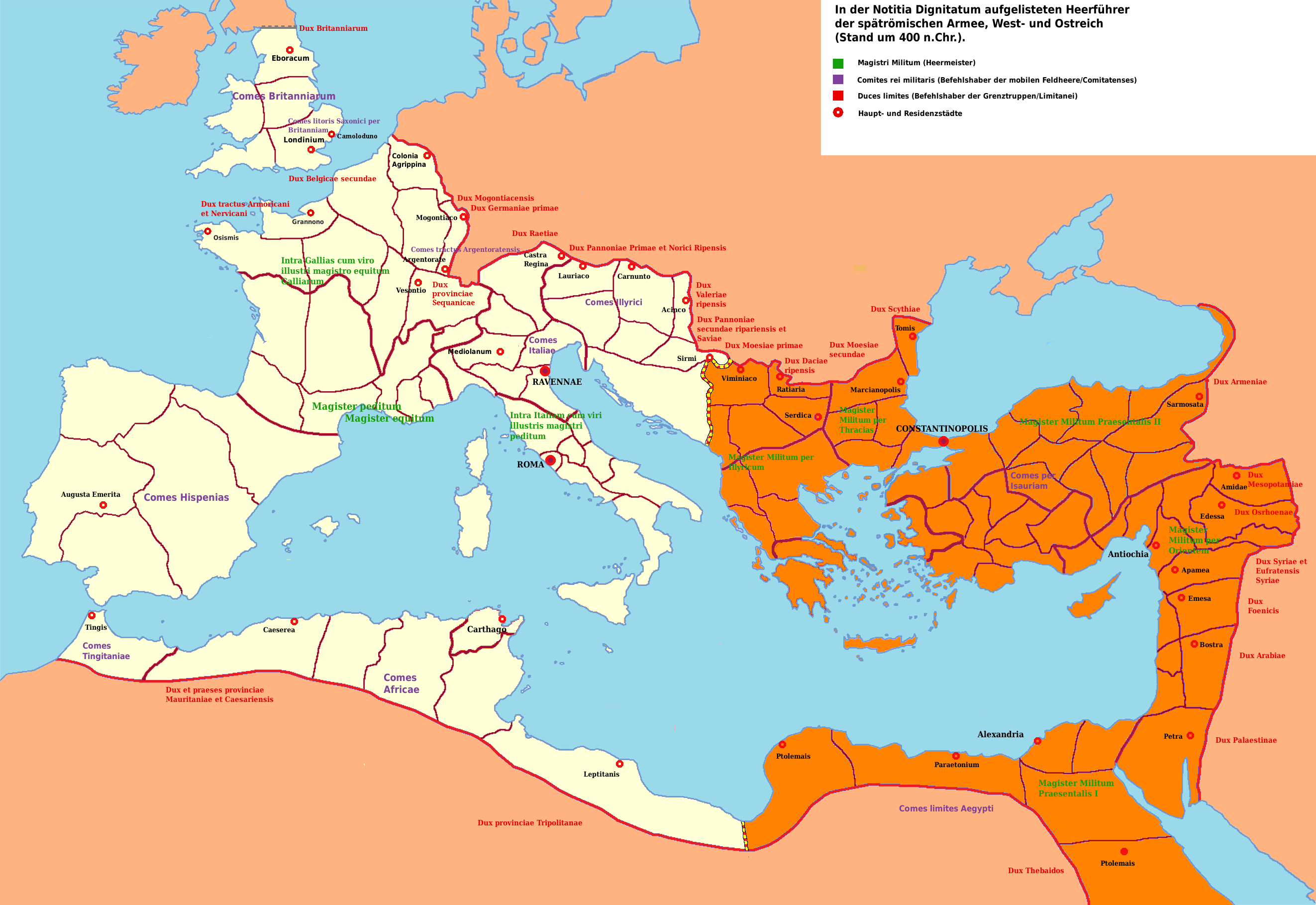
Heerführer der Comitatenses und Limitanei im 5. Jahrhundert n. Chr.

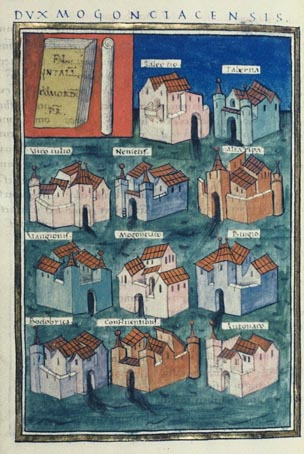
Notitia dignitatum: Die Kastelle und Festungsstädte Salectium (Saletium, Seltz), Tabernae (Rheinzabern), Vicus Iulius (Germersheim), Nemetum (Speyer), Altaripa (Altrip), Vangionum (Civitas Vangionum, Worms), Mogontiacum (Mainz), Bingium (Bingen), Bodobrica (Boppard), Confluentes (Koblenz) und Antonaco (Antunnacum, Andernach), die unter dem Kommando des Dux Mogontiacensis standen.

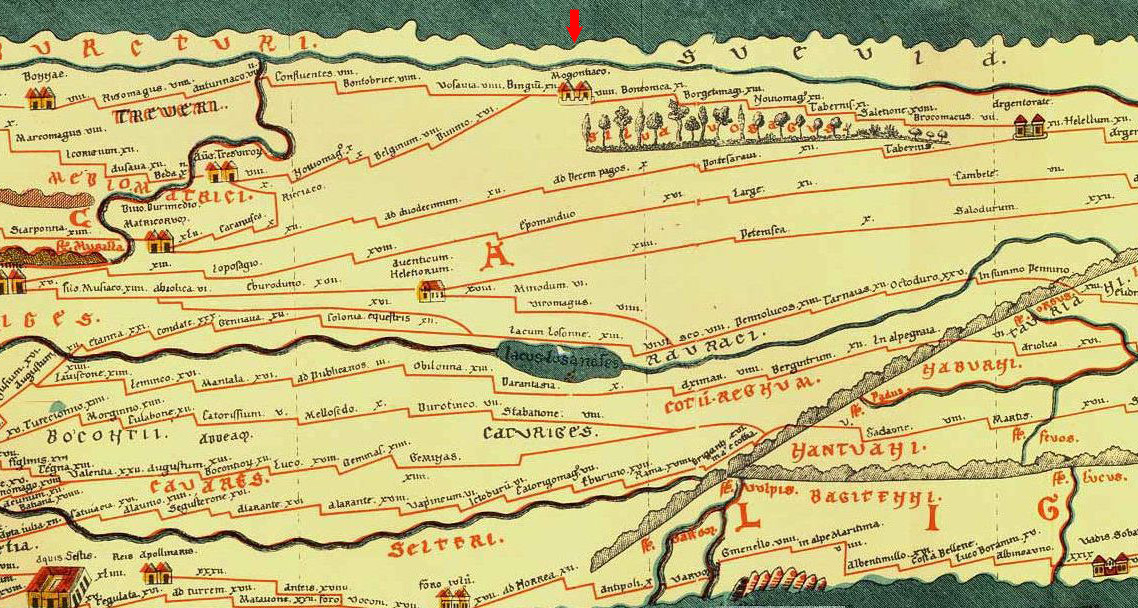
Die Tabula Peutingeriana zeigt die Kastelle des Dux Mogontiacensis am oberen Bildrand
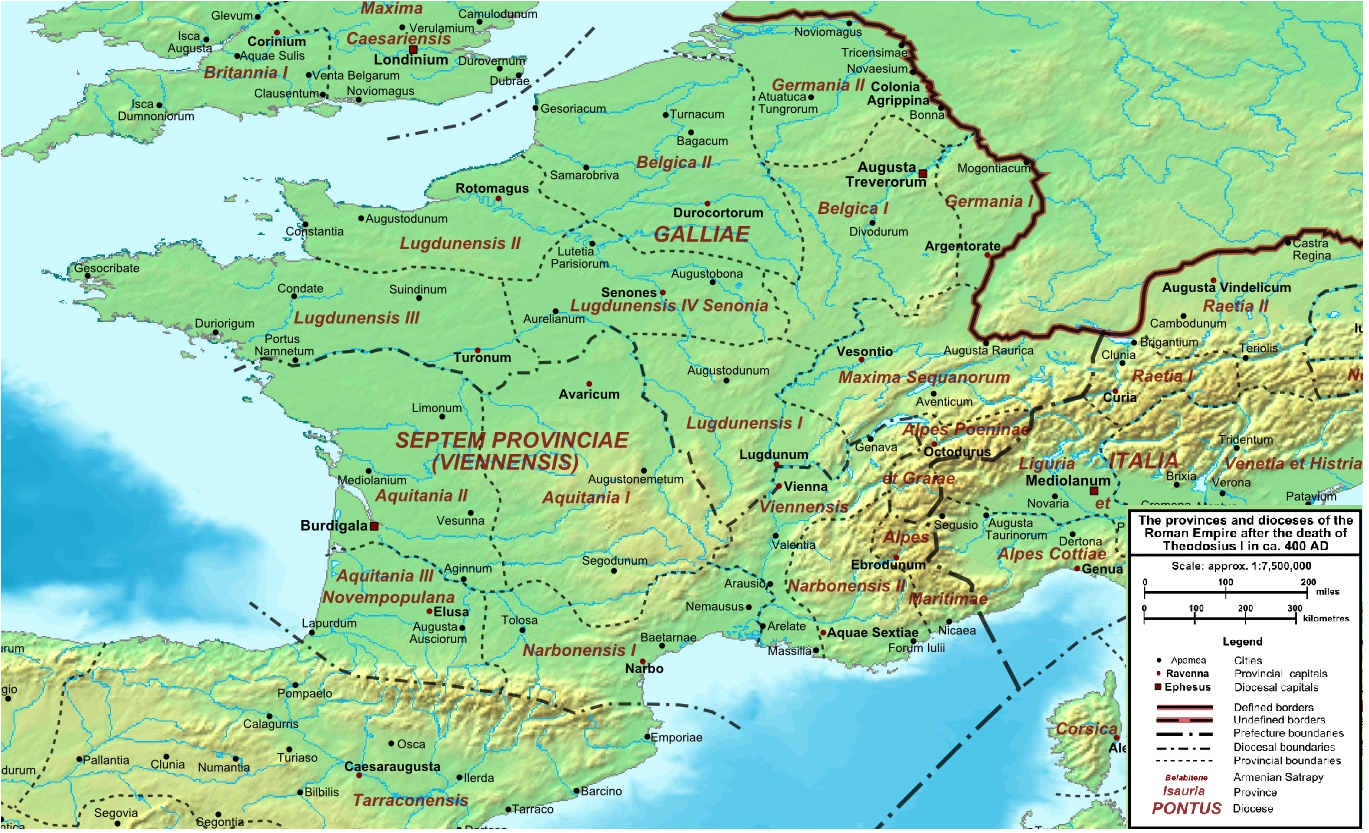
Die Provinzen der Diözese Gallien zu Beginn des 5. Jahrhunderts

Der Dux Mogontiacensis (wörtlich: „Heerführer der Mainzer Region“) war ein hoher Offizier in der spätantiken Armee des Weströmischen Reiches und Oberkommandierender des Grenzheeres (Limitanei) in der Provinz Germania prima.

## Definition, Funktion und Kommandobereich
Das Amt wird nur in der Notitia dignitatum erwähnt. Er unterstand dem Magister Peditum Praesentalis (Oberbefehlshaber der Infanterie) des Westreiches. Am kaiserlichen Hof zählte der Dux zur höchsten Rangklasse der viri spectabiles. Der Militärbezirk des Dux Mogontiacensis umfasste die Rheingrenze zwischen Seltz und Andernach.

## Entwicklung
Um das Jahr 300 ordnete Diokletian (284–305) die Provinzen neu und trennte die zivile und militärische Verwaltung. Seit der Mitte des 4. Jahrhunderts kam es wiederholt zu Einfällen der Alamannen, die zeitweilig linksrheinische Gebiete und Garnisonen besetzten. Das Feldheer unterstand dem Comes per utramque Germaniam. Die Grenzverteidigung in der Provinz Germania prima oblag ursprünglich dem Dux Germaniae primae. Gegen Ende des 4. oder Anfang des 5. Jahrhunderts wurde sein Kommandobereich unter dem Dux Mogontiacensis, der dem römischen Ritterstand angehörte, und dem Comes tractus Argentoratensis mit Sitz in Mainz bzw. Straßburg aufgeteilt.
Kaiser Valentinian I. (364–375) ließ seit 369 noch einmal ein umfassendes Bauprogramm zur Verstärkung des Donau-Iller-Rhein-Limes durchführen und die Garnisonsorte des Mainzer Dukats stärker befestigen oder neu errichten. Die neuen Limitaneinheiten wurden offenbar aus infanteristischen Legiones palatinae (Garde) und Comitatenses sowie Auxilia palatina des gallischen Feldheeres herausgelöst und an den Rhein verlegt. Die einzelnen Einheiten hatten eine Mannschaftsstärke von etwa 400 Mann. Nach anderer Auffassung wurde das Mainzer Dukat erst 396 von Stilicho, anlässlich einer Reise an den Rhein oder möglicherweise nach dem Germaneneinfall von 406/407 eingerichtet.
In der älteren Forschung wurde zumeist die Auffassung vertreten, dass die römische Grenzverteidigung im Bereich des Mainzer Dukats durch die eindringenden Vandalen, Alanen und Sueben im Jahr 406/407 weitgehend vernichtet war und die verbliebenen Einheiten dem mobilen Feldheer eingegliedert wurden. In der jüngeren Forschung wird zum Teil die Meinung geäußert, dass die römische Verwaltung, gestützt auf burgundische Foederaten, bis zur Mitte des 5. Jahrhunderts, möglicherweise bis zum Ende des Weströmischen Reiches 476/480 existierte.

## Verwaltungsstab
Das Officium (Verwaltungsstab) des Dux umfasste folgende Ämter:
- Princeps ex officiis magistrorum militum praesentalium alternis annis (Kanzleileiter, der vom Magister militum jährlich ernannt wurde)
- Numerarius a parte peditum semper (Kassenführer aus der Armee)
- Commentariensis a parte peditum semper (Buchführer, Rechtskundiger aus der Armee)
- Adiutor (Helfer)
- Subadiuva (untergeordnete Helfer)
- Regerendarius (Verwaltung)
- Exceptores (Juristen)
- Singulares et reliqui officiales (Garde und sonstige Beamte)

## Truppen
Neben dem Verwaltungsstab standen dem Dux noch elf Präfekten und die von ihnen kommandierten Limitaneieinheiten zur Verfügung (sub dispositione). Die Truppenliste stellt wahrscheinlich den Mannschaftsstand unter Konstantin III. (407–411) oder Constantius III. (seit 412 der eigentliche Regent) dar. Daneben bestanden weitere Kastelle, wie Alteium (Kastell Alzey), in denen Foederaten (Verbündete) stationiert waren, die jedoch als nicht-römische bzw. irreguläre Truppenverbände in der Notitia dignitatum unberücksichtigt blieben. Die Herkunft der Truppen ist – ebenso wie der Zeitpunkt ihrer Stationierung – in der Forschung umstritten.

## Distributio Numerorum
Die Notitia dignitatum beinhaltet noch die alten Offiziersränge und Organisationsstrukturen aus der ersten Tetrarchie, die offensichtlich bis zum Zusammenbruch des Westreichs gültig blieben. In der Auflistung der dem Dux unterstellten Einheiten wird folgender Offiziersrang genannt:
Praefectus: Dieser Rang (= „mit der Verantwortung betraut“) bezeichnete in der spätrömischen Armee sowohl einen Kommandeur einer Kavallerie- oder Flotteneinheit (praefectus classis) als auch einer Infanteriekohorte. In der Kaiserzeit wurden dieser Rang den Kommandeuren der Hilfstruppenkohorten verliehen, die Offiziere der Kavallerieeinheiten bezeichnete man als praefecti equitum. In der mittleren Kaiserzeit befehligte ein Praefectus Kavallerieeinheiten verschiedener Stärke, ala quingenaria (500 Mann) und ala miliaria (1000 Mann). Letzteres kam eher selten vor. In diesem Fall stand ihr Präfekt rangmäßig über den anderen Hilfstruppenkommandanten. Er wurde meist von Angehörigen des Ritterstandes bekleidet, die zur römischen Oberschicht zählten und über den notwendigen Reichtum und Status verfügten, um größere Truppenkontingente zu befehligen. Während der chaotischen Zustände in der Mitte des 3. Jahrhunderts wurden die Aristokraten aus militärischen Positionen entfernt. Anstelle der senatorischen Legati wurden die Legionen nun von einem praepositus agentes vice legati oder praefectus legionis kommandiert, in die nun auch Männer aus den unteren Gesellschaftsschichten befördert werden konnten. Der militärische Rang wurde im späten 4. Jahrhundert n. Chr. abgeschafft, als die römische Armee noch einmal umorganisiert wurde. Praefecti dienten dann u. a. als Generalquartiermeister am Hof des Kaisers. Unter Konstantin I. dem Großen (312–337) wurden auch die vier Prätorianerpräfekten ihrer militärischen Funktionen enthoben, aber sie behielten ihre Justiz- und Finanzzuständigkeiten und zählten zu den höchsten Amtsträgern der Reichsverwaltung.
Laut der ND Occ. standen dem Dux folgende Einheiten zur Verfügung:
| Offiziere/Einheiten/Kastelle                      | Bemerkung | Abbildung |
| ------------------------------------------------- | --- | --------- |
|                                                   | Limitanei |           |
| Praefectus militum Pacensium in Saletium          | Diese Einheit ging aus der Legio I Flavia Pacis hervor. Sie ersetzten möglicherweise bald nach 406/407 die von Valentinian I. um 370 an den Rhein verlegten Milites Cornacenses, die ihrerseits aus Teilen der in Cornacum (Sotin) stationierten Reitertruppe der Equites Dalmatae, die unter dem Befehl des Dux Pannoniae secundae ripariensis et Saviae standen, hervorgegangen waren. Pacensis war eine Stadt im Süden von Portugal, die Colonia Civitas Pacensis, das heutige Beja. Die Soldaten in Saletium könnten auch von einer Abteilung stammen, die einst dort stationiert war; vielleicht eine der spanischen Legionen. Das Schildmuster der Legio I Flavia Pacis stellt vermutlich ein vierspeichiges Rad dar. |           |
| Praefectus militum Menapiorum in Tabernae         | Die Soldaten dieser Einheit waren Angehörige des Stammes der Menapii, deren Territorium lag im heutigen Belgien, die Civitas Menapiorum; aus dieser Verwaltungseinheit wurde später die Civitas Turnencensium. Die Milites Menapii gingen vermutlich aus den comitatensischen Menapii seniores, die unter dem Befehl des Magister equitum Galliarum standen, hervor. Auf ihrem Schild war eine schlangenähnliche Figur aufgemalt, wahrscheinlich die grob vereinfachte Darstellung eines Draco. |           |
| Praefectus militum Anderetianorum in Vicus Iulius | Von Konstantin III. (407–411) um 408 an den Rhein verlegt, ersetzten sie die von Valentinian I. in Pfortz stationierten Portisienses. In der Notitia trägt noch eine andere Truppe diesen Namen, dies könnte darauf hindeuten, dass beide Einheiten zuvor im Sachsenküstenkastell Anderitum (Pevensey) stationiert waren. Es handelt sich dabei um die Marineinfanteristen unter dem Praefectus classis Anderetianorum, stationiert in Parisius (Paris). |           |
| Praefectus militum Vindicum in Nemetum            | Die Stammeinheit der Milites Vindices ist in den Vindices, einem um 364 aufgestellten Auxilium palatinum des Magister militum praesentalis II des Ostreiches, zu sehen. Ziegelstempel dieser Einheit lassen vermuten, dass das Auxilium um 369–370 Soldaten zur Reorganisation der Rheingrenze abtrat. Sie konnte bis mindestens 422/423 in Speyer nachgewiesen werden. Der Name Vindices ist rein funktional und bedeutet „die Verteidiger, Beschützer“ oder auch „Rächer“. Er bezieht sich weder auf einen Volksstamm noch auf eine Persönlichkeit. Eine der Einheiten unter dem Kommando des Magister militum praesenatlis I sind die Defensores, was ebenfalls mit „die Verteidiger“ übersetzt werden kann. Diese führen ein sehr ähnliches Schildmotiv. Vielleicht ein weiteres Beispiel für eine Truppe, die später zwischen den beiden Magistri aufgeteilt wurde. Die Schildbemalung der Vindices zeigt ein purpurnes, zweiköpfiges zoomorphes Motiv auf ockerfarbenen Grund, das in der Notitia sehr häufig vorkommt, besonders bei den Einheiten der Auxilia palatina. In zwei der überlieferten Manuskripte der Notitia ist am Schildoberrand ein kleines schleifenartiges Motiv zu erkennen. Es könnte sich dabei entweder um einen Siegerkranz oder ein Staurogramm handeln. Am Oberrand spätrömischer Schilde wurden oft kleine Abzeichen oder ähnliches dargestellt. Ein ähnliches Muster, wie das von den Vindices verwendete, ist auch auf einem römischen Gewichtsmaß aus dem 4. Jahrhundert (in Form einer kleinen, mit einem Schild bewehrten Statue von Konstantin I.) wiedergegeben. Es befindet sich heute in der Kunstsammlung der Princeton University. Der Schild zeigt ebenfalls ein zoomorphes Motiv mit christlichen Staurogramm. |           |
| Praefectus militum Martensium in Alta Ripa        | Die Milites Martenses gingen vermutlich aus den pseudocomitatensischen Martenses seniores/iuniores, die unter dem Befehl des Magister equitum Galliarum standen, möglicherweise auch aus der Legio I Flavia Martis oder Legio I Martia, hervor. |           |
| Praefectus militum secundae Flaviae in Vangionum  | Diese Einheit entstammte möglicherweise einem sonst nirgends nachgewiesenen comitatensischen Teil der Legio II Flavia Constantia im gallischen Feldheer oder der Legio II Flavia Virtutis. Unter der Herrschaft der Konstantinischen Dynastie, wurden Mitte des 4. Jahrhunderts viele neue Einheiten aufgestellt, darunter wohl auch die Constantiaci. Es ist möglich, dass die Männer des Praefectus militum secundae Flaviae Angehörige dieser Truppe waren. Ihr Nichtvorhandensein in der gallischen Feldarmee könnte, im Gegensatz zu den meisten anderen Einheiten unter dem Befehl des Mainzer Dux, auf einen Abschreibfehler zurückzuführen sein. Wahrscheinlicher ist aber, dass die Constantiaci im Zuge des Barbareneinfalls vom 406/407 zersprengt oder vernichtet wurden. Ihr Schildzeichen zeigt offenbar zwei stilisierte Hörner, ein Hinweis darauf, dass sie ursprünglich nur eine Hilfstruppe (Auxilia) und keine Legionärsformation war. Keine der in der Notitia angegebenen Legionen führte ein solches Motiv. Wenn dies der Fall ist, könnte diese Einheit zuerst zu Pseudocomitatenses aufgerückt, sich in der Armee des Usurpators Konstantin III. ausgezeichnet haben und dafür als Palatinae in seine Garde eingereiht worden sein. |           |
| Praefectus militum Armigerorum in Mogontiacum     | Die Milites Armigeri wurden möglicherweise aus den Armigeri propugnatores seniores oder iuniores, zwei Legiones palatinae des Comes Africae oder aus den comitatensischen Armigeri defensores seniores des Magister equitum Galliarum gebildet. Auch die Legio XXII Primigenia kommt als Ursprungseinheit in Betracht. Armigeri bedeutet vermutlich „die Gepanzerten“. Eine andere Erklärung wäre, dass es sich um eine Ehrenbezeichnung für besondere Verdienste handelt. Defensores steht für „Verteidiger“ oder auch besonders kampfkräftige bzw. standhafte Soldaten; ebenso wie die Bezeichnung propugnatores, die die beiden afrikanischen Armigerieinheiten führen. Trotz der großen Ähnlichkeit des Schildmusters der Armigeri defensores seniores mit dem chinesisch-taoistischen Yin und Yang ist zu beachten, dass es in chinesischen Quellen erstmals etwa 700 Jahre nach Zusammenstellung der Notitia dignitatum auftaucht. Vermutlich geht das römische Schildmuster auf ein keltisches Symbol zurück, bekannt unter anderem vom sogenannten Desborough-Mirror, ein Bronzespiegel aus den Jahren zwischen 50 vor und 50 nach Chr., gefunden 1908 in Northamptonshire, England. Solche Symbole sind ein häufig vorkommender Bestandteil der frühkeltischen Kunst, besonders auf den britischen Inseln. |           |
| Praefectus militum Bingensium in Bingio           | Die Milites Bingenses sind vermutlich aus den Bingenses des gallischen Feldheeres oder aus einer Vexillation der Legio XXII Primigenia herausgelöst worden. |           |
| Praefectus militum Balistariorum in Bodobrica     | Die Milites Ballistarii (Artilleristen) gingen aus den comitatensischen Ballistarii, die unter dem Befehl des Magister equitum Galliarum standen, hervor. |           |
| Praefectus militum Defensorum in Confluentes      | Die Milites Defensores gingen aus den pseudocomitatensischen Defensores seniores oder Defensores iuniores, die unter dem Befehl des Magister equitum Galliarum standen, hervor. |           |
| Praefectus militum Acincensium in Antunnacum      | Die Milites Acincenses sind vermutlich aus den Acincenses des Magister equitum Galliarum oder direkt aus der Legio II Adiutrix, benannt nach ihrem Stammlager Aquincum, hervorgegangen. |           |

## Epigraphische Quellen
Bildet die Notitia dignitatum die einzige Quelle für den Dux Mogontiacensis, so sind die Acincenses, Martenses, Menapii, Secundani und Vindices auch epigraphisch durch Ziegelstempel belegt. Daneben sind zwei Truppennamen auf Stempeln erhalten, deren Namen nicht in der Liste des Mainzer Dux erscheinen: die Cornacenses und eine Einheit, die mit Portis stempelt, und deren Name mit Milites Portisienses aufgelöst wird. Auch die nicht in der Notitia genannte Legio XXII Primigenia ziegelte noch in der Spätantike im Bereich des Mainzer Dukats.